# Japan Coma Scale
Japan Coma Scale（ジャパン・コーマ・スケール、JCS）とは、日本で主に使用される意識障害の深度（意識レベル）分類である。
覚醒度によって3段階に分け、それぞれ3段階あることから、3-3-9度方式とも呼ばれる。一般的にはⅢ-300などと記載されていることも多いが、「JCS 100」のように表現するのが正式である。

## Japan Coma Scale

### Ⅰ.覚醒している（1桁の点数で表現）
- 0 意識清明
- 1 見当識は保たれているが意識清明ではない
- 2 見当識障害がある
- 3 自分の名前・生年月日が言えない

### Ⅱ.刺激に応じて一時的に覚醒する（2桁の点数で表現）
- 10 普通の呼びかけで開眼する
- 20 大声で呼びかけたり、強く揺するなどで開眼する
- 30 痛み刺激を加えつつ、呼びかけを続けると辛うじて開眼する

### Ⅲ.刺激しても覚醒しない（3桁の点数で表現）
- 100 痛みに対して払いのけるなどの動作をする
- 200 痛み刺激で手足を動かしたり、顔をしかめたりする
- 300 痛み刺激に対し全く反応しない

この他、R（不穏）・I（糞便失禁）・A（自発性喪失）などの付加情報をつけて、JCS 200-Iなどと表す。
欧米では主にGCS(Glasgow Coma Scale)が用いられる。

## 利点と欠点
JCSは評価基準がわかりやすいことから日本では広く普及している。本来は、脳神経外科の先駆者による脳動脈瘤の急性期クリッピング術が日本で始まり、また交通事故による頭部外傷が社会問題となった1960～1970年代に、それまでのいわば「文学的表現」を使用した「昏迷、半昏睡、昏睡、深昏睡」などを改め、頭部外傷や脳血管障害の急性期意識障害における頭蓋内占拠病変に由来する覚醒障害＝脳ヘルニアを正確かつ普遍的に評価するため、鈴木二郎、高久晃、竹内一郎、斉藤勇、馬杉則彦、和賀志郎、太田富雄らが委員会を結成、種々の調査を経て1974年に開発されたものである。したがって、頭部外傷や脳血管障害の急性期＝脳ヘルニアの進行の評価以外に当てはめるのは本来の意図ではない。肝性脳症や遷延性意識障害に当てはめて、「正確に評価できない。」とするのは本来の趣旨からは誤りである。
GCSではJCSの欠点である「覚醒」の内容を評価する必要がなく、「開眼、言語、運動反応」をそれぞれ「独立した3軸」を使用することにより、互いに影響することなく評価できることが利点であるが、その一方で、スコア3～15まで、120通りの組み合わせがあり、またその中には「開眼はするが痛みに無反応」、「運動反応は比較的良好だが言語反応は悪い」など、本来の対象疾患である1次性脳障害急性期による意識障害とは言い難い病態、つまり精神疾患などを示唆する組み合わせができてしまうので注意が必要である。
そのため、JCSの欠点を補ったEmergency Coma Scale (ECS) が開発されているが浸透するには至っていない。